# کابینه امنیتی اسرائیل
کابینه امنیت دولتی اسرائیل (SSC؛ عبری: הקבינט המדיני-ביטחוני‎) همچنین به عنوان کمیته وزیران امور امنیت ملی (عبری: ועדת השרים לענייני ביטחון לאומי‎) یا کمیته امور امنیت ملی، یک «کابینه داخلی» در کابینه اسرائیل است که به ریاست نخست‌وزیر اسرائیل و با هدف ترسیم سیاست خارجی و دفاعی و اجرای آن تشکیل می‌شود. این مجمع کوچک‌تر از اعضای کابینه برای هماهنگی مذاکرات دیپلماتیک تعیین شده است و در مواقع بحرانی، به ویژه جنگ، برای تصمیم‌گیری سریع و مؤثر طراحی شده است.

## تاریخچه
ایده تشکیل کابینه امنیتی در ابتدا بخشی از برنامه انتخاباتی حزب مرکز در سال ۱۹۹۹ به ریاست اسحاق مردخای بود. این حزب یک طرح امنیتی جدید ارائه داد که در آن یک کابینه امنیتی به منظور اجرای یک طرح صلح و امنیت مؤثر تشکیل می‌شد. طبق برنامه آنها، یک شورای جدید برای برنامه‌ریزی و مشاوره دیپلماتیک تأسیس می‌شد که ریاست آن را شخصی که توسط نخست‌وزیر منصوب می‌شود، بر عهده خواهد داشت و این شخص بر تیم‌های کوچک حرفه‌ای در زمینه‌های مربوطه ریاست خواهد کرد. علاوه بر این، آنها پیشنهاد کردند که نخست‌وزیر، کفیل نخست‌وزیر، معاون نخست‌وزیر، مدیران کل وزارتخانه‌های دفاع، امور خارجه و خزانه داری و همچنین رئیس ستاد کل، رئیس شاباک و منشی نظامی نخست‌وزیر به‌طور منظم در جلسات کابینه امنیتی شرکت کنند و سایر افرادی که بر مذاکرات دیپلماتیک ریاست می‌کنند یا هر مقام مرتبط دیگری نیز به همین ترتیب در جلسات شرکت کنند. ایده پشت کابینه امنیتی ایجاد یک نهاد مشاوره حرفه‌ای و بی‌طرف برای کابینه بود. اعضا موقعیت‌های مختلف را ارزیابی می‌کردند، جایگزین‌ها و نظارت ارائه می‌دادند و مواضع خود را در مورد کابینه و ارتش تعیین می‌کردند.
در عمل، تشکیل این نهاد بر اساس بخش ۶ «قانون دولت» مصوب ۲۰۰۱ بود که موارد زیر را تصریح می‌کرد:
«دولت باید یک کمیته وزیران متشکل از: نخست‌وزیر - رئیس، نخست‌وزیر موقت، در صورت انتصاب، وزیر دفاع، وزیر دادگستری، وزیر امور خارجه، وزیر امنیت داخلی و وزیر دارایی داشته باشد.»
دولت می‌تواند بنا به پیشنهاد نخست‌وزیر، اعضای دیگری را به کمیته اضافه کند، مشروط بر اینکه تعداد اعضای آن از نیمی از اعضای کابینه تجاوز نکند.
در مورد مسائلی که باید مورد بررسی قرار گیرند، قانون تصریح کرده است که:
الف) مسائل دیپلماتیک-امنیتی و حل و فصل اختلافات باید در داخل کمیته مورد بحث قرار گیرد.
ب) دستور کار روزانه کمیته و مقاماتی که برای شرکت در جلسات آن دعوت می‌شوند، توسط نخست‌وزیر و پس از مشورت با وزیر مسئول تعیین می‌شود.
ج) وزیر مسئول، قبل از هرگونه تصمیم‌گیری، می‌تواند درخواست کند که هر موضوع مورد بحث در کمیته، برای بحث و حل و فصل به جلسه عمومی کابینه ارجاع داده شود. موارد فوق در صورتی که نخست‌وزیر پس از مشورت با وزیر مسئول، تشخیص دهد که شرایط مربوط به موضوع، نیاز به تصمیم‌گیری فوری دارد یا شرایط دیگری وجود دارد که تصمیم کمیته را توجیه می‌کند، اعمال نخواهد شد.

### کابینه جنگ
در طول جنگ یوم کیپور، گروهی از وزرا به‌طور خودسرانه تشکیل شدند و مسئولیت تصمیم‌گیری‌های اساسی در طول آن جنگ را بر عهده گرفتند. این گروه به عنوان "کابینه جنگ" شناخته شد و بعداً به " آشپزخانه گلدا " نیز ملقب شد. "کابینه جنگ" در آن مواقع اضطراری تصمیمات مستقلی اتخاذ می‌کرد و دولت آن تصمیمات را فقط به صورت گذشته‌نگر تأیید می‌کرد. با توجه به این پیشینه، در همان زمان‌ها، مسئله ضرورت و نقش چنین کابینه‌ای مطرح شد. از سوی دیگر، برخی پیشنهاد کردند که اعضای کابینه باید جنگ را آنطور که صلاح می‌دانند اداره کنند - بدون نیاز به گرفتن تأیید کسی.

### فعالیت‌های ۲۰۲۳
کابینه امنیت کشور به دلیل جنگ غزه، برای اولین بار از زمان جنگ یوم کیپور، رسماً کشور را در وضعیت جنگی قرار داد.
کابینه امنیتی در ۱۲ اکتبر گسترش یافت و نمایندگان کنست از حزب اتحاد ملی، بنی گانتس، گادی آیزنکوت، گیدون سعار و هیلی تروپر به عنوان اعضای کامل و ییفات شاشا-بیتون به عنوان ناظر به آن پیوستند.

## ساختار

### اعضای کابینه
- اعضای ثابت:

انتصاب بر اساس قانون:
1. نخست‌وزیر: بنیامین نتانیاهو، رئیس
2. وزیر دفاع: یسرائیل کاتس
3. وزیر امور خارجه: گیدون سعار
4. وزیر دادگستری: یاریو لوین
5. وزیر دارایی: بتسالل اسموتریچ
6. وزیر امنیت ملی: ایتامار بن گویر

اعضای اضافی:
1. وزیر امور استراتژیک: ران درمر
2. وزیر انرژی: الی کوهن
3. وزیر کشاورزی و امنیت غذایی: آوی دیختر
4. وزیر حمل و نقل و ایمنی جاده‌ها: میری رگیف
5. وزیر اضافی در وزارت دارایی: زئیف الکین

ناظران:
1. وزیر اسکان و ماموریت‌های ملی [HE]: اوریت استروک
2. وزارت علوم، فناوری و فضا: گیلا گاملیل
3. وزارت توسعه پیرامون، نگب و جلیل: اسحاق واسرلوف
4. وزیر همکاری‌های منطقه‌ای [HE] و وزیر اضافی در داخل وزارت دادگستری: دودی آمسالم

### مدعوین دائمی غیر عضو کابینه
- دادستان کل اسرائیل: گالی باهارا-میارا
- رئیس شورای امنیت ملی: تزاچی هانگبی
- منشی نظامی نخست‌وزیر: سرلشکر رومن گافمن [HE]
- منشی نظامی وزیر دفاع: سرتیپ گای مارکیزنو [HE]
- اریه درعی (عضو کنست)